# Jacek Widło
Jacek Widło (ur. 15 lutego 1970 w Jarosławiu) – polski prawnik, doktor habilitowany nauk prawnych, profesor nadzwyczajny Wydziału Prawa, Prawa Kanonicznego i Administracji Katolickiego Uniwersytetu Lubelskiego Jana Pawła II, specjalista w zakresie prawa cywilnego, sędzia Sądu Okręgowego w Lublinie (do 2018), od 2018 sędzia Sądu Najwyższego. 

## Życiorys
W 1994 uzyskał tytuł magistra prawa na Wydziale Prawa, Prawa Kanonicznego i Administracji Katolickiego Uniwersytetu Lubelskiego, w którym  w 1995 został zatrudniony jako asystent w Katedrze Prawa Cywilnego. Tam też w 2001 na podstawie rozprawy pt. Charakter prawny czynności zbycia przedsiębiorstwa otrzymał stopień naukowy doktora nauk prawnych. Na tym samym wydziale w 2009 na podstawie dorobku naukowego oraz rozprawy pt. Zastaw rejestrowy na prawach uzyskał stopień doktora habilitowanego nauk prawnych w zakresie prawa, specjalność: prawo cywilne. W 2010 został kierownikiem Katedry Podstaw Prawa Cywilnego i Prawa Międzynarodowego Prywatnego na macierzystym wydziale. W 2013 otrzymał nominację na sędziego Sądu Okręgowego w Lublinie. Został profesorem nadzwyczajnym KUL.
W 2011 wszedł w skład Rady ds. Efektywności Wymiaru Sprawiedliwości przy Ministrze Sprawiedliwości oraz Kolegium Redakcyjnego kwartalnika „Na wokandzie”.
Do końca 2017 wypromował dwóch doktorów nauk prawnych.
W 2018 w trakcie kryzysu wokół Sądu Najwyższego w Polsce zgłosił swoją kandydaturę na stanowisko sędziego Sądu Najwyższego. W 2018 prezydent Andrzej Duda powołał go do pełnienia urzędu sędziego Sądu Najwyższego w Izbie Kontroli Nadzwyczajnej i Spraw Publicznych, gdzie mimo kontrowersji rozpoczął orzekanie.